# Kovalius logunovi
Genre
Espèce
Kovalius logunovi, unique représentant du genre Kovalius, est une espèce d'opilions eupnois de la famille des Sclerosomatidae.

## Distribution
Cette espèce est endémique du kraï de Krasnodar en Russie. Elle se rencontre vers Sotchi dans la vallée de l'Ats dans la grotte Sokolova (ou grotte Atsinskaya).

## Description
Le mâle holotype mesure 3,52 mm de long et 2,60 mm de large et la femelle paratype 4,36 mm de long et 2,88 mm de large.

## Systématique et taxinomie
Cette espèce a été décrite par Chemeris en 2023.
Ce genre a été décrit par Chemeris en 2023 dans les Sclerosomatidae.

## Étymologie
Cette espèce est nommée en l'honneur de Dmitri V. Logunov.
Ce genre est nommé en l'honneur d'Alexander G. Koval .

## Publication originale
- Chemeris, 2023 : « Kovalius—a new genus of cave-dwelling harvestmen from the Caucasus (Opiliones: Sclerosomatidae: Leiobuninae). » Zootaxa, no 5227(4), p. 486–494.